# Corylopsis alnifolia
Corylopsis alnifolia là một loài thực vật có hoa trong họ Hamamelidaceae. Loài này được Augustin Abel Hector Léveillé miêu tả khoa học đầu tiên năm 1912 dưới danh pháp Berchemia alnifolia. Năm 1913 Camillo Karl Schneider chuyển nó sang chi Corylopsis.

## Phân bố
Loài này được tìm thấy tại khu vực miền núi gần Quý Dương, tỉnh Quý Châu, Trung Quốc.